# Hommage (Jos Willems)
Hommage is een artistiek kunstwerk in Amsterdam-Oost.
De kunstenaar in kwestie Jos Willems maakte een eerbetoon aan de geschiedenis van de Entrepothaven in het Oostelijk Havengebied. Het beeld bestaat uit een uit de kluiten gewassen aambeeld van cortenstaal en schuin daarop geplaatst een bolder van brons.
Het beeld staat op een onopvallende plaats (Entrepotkade), achter een groot kantoorgebouw, ooit dienend tot kantoor van stadsdeel Zeeburg, dat het gebouw in 2010 verliet. 